# Џони Дејвис
Џонатан Кристијан Дејвис (енгл. Jonathan Christian Davis; Ла Крос, 27. фебруар 2002) амерички је професионални кошаркаш који наступа за Вашингтон визардсе из Националне кошаркашке асоцијације (НБА). Играо је колеџ кошарку за Висконсин Беџерсе и изабран је као десети пик од стране Визардса на НБА драфту 2022.

## Биографија

### Средњошколска каријера
Дејвис је играо кошарку за централну средњу школу Ла Крос у Ла Кросу, Висконсин. Освојио је титулу државе Дивизије 2 као бруцош. У својој јуниорској сезони, Дејвис је у просеку постизао 23 поена и девет скокова по утакмици, зарађујући признање за играча године. Као сениор, просечно је бележио 27,4 поена и 9,2 скока по утакмици. Проглашен је за господина кошарке у Висконсину и поновио се као играч године Ла Крос Трибјуна. Дејвис је отишао као најбољи стрелац своје школе свих времена са 2.158 поена у каријери. Он се обавезао да ће играти колеџ кошарку за Висконсин због понуда из Маркета, Ајове и Минесоте, између осталих.
Дејвис је такође играо фудбал за Ла Крос Сентрал као квотербек. У својој сениорској сезони, зарадио је државне почасти за први тим великих школа и освојио награду Даве Криг као најистакнутији сениор бек у Висконсину.

### Колеџ каријера
Дана 2. фебруара 2021, Дејвис је постигао рекордних 17 поена као бруцош у сезони, шутирајући 6 од 7 са терена, у победи над Пен Стејт резултатом 72–56. Као бруцош, дошао је са клупе, бележећи у просеку седам поена и 4,1 скок по утакмици, док је водио свој тим са 34 украдене лопте. Дана 23. новембра 2021, Дејвис је постигао 30 поена у поразу Хјустона резултатом 65–63. Постигао је рекорд у каријери са 37 поена и имао 14 скокова 3. јануара 2022. у поразу Пердуа резултатом 74–69. Као студент друге године просечно је бележио 19,7 поена и 8,2 скока по утакмици. Дејвис је проглашен за играча године великих десет. Дана 31. марта 2022, Дејвис се пријавио за НБА драфт 2022, одричући се преостале квалификације за колеџ.

### Професионална каријера

#### Вашингтон Визардси (2022 – данас)
Дејвис је изабран као десети избор од стране Вашингтон визардса на НБА драфту 2022. године. Дејвис се придружио списку НБА Летње лиге Визардса 2022. У свом дебију у Летњој лиги, Дејвис је постигао шест поена при шуту 1-за-11 у поразу од Детроит пистонса резултатом 99-105.

### Репрезентативна каријера
Дејвис је представљао Сједињене Државе на ФИБА Светском првенству до 19 година у Летонији 2021. Постизао је у просеку 4,1 поен по утакмици, помажући свом тиму да освоји златну медаљу.

## Статистика

### Колеџ
| Сезона  | Екипа     | ОУ | СУ | МПУ  | ПШ%  | 3П%  | СБ%  | СПУ | АПУ | УПУ | БПУ | ППУ  |
| ------- | --------- | -- | -- | ---- | ---- | ---- | ---- | --- | --- | --- | --- | ---- |
| 2020-21 | Висконсин | 31 | 0  | 24.3 | .441 | .389 | .727 | 4.1 | 1.1 | 1.1 | .6  | 7.0  |
| 2021–22 | Висконсин | 31 | 31 | 34.2 | .427 | .306 | .791 | 8.2 | 2.1 | 1.2 | .7  | 19.7 |
| Career  | Career    | 62 | 31 | 29.2 | .431 | .325 | .779 | 6.2 | 1.6 | 1.1 | .7  | 13.4 |